# Crash Tag Team Racing
Crash Tag Team Racing — це гоночна гра на картах 2005 року, розроблена Radical Entertainment і опублікована Vivendi Universal Games під маркою Sierra Entertainment для GameCube (GC), PlayStation 2 (PS2), Xbox і PlayStation Portable (PSP).
Гра була випущена в Північній Америці 21 жовтня 2005 року та в Європі 4 листопада 2005 року. Версія для PlayStation 2 була перевидана в тридисковій збірці ігор «Crash Bandicoot Action Pack» (разом з Crash Nitro Kart і Crash Twinsanity). у США 12 червня 2007 р. та в Європі 20 липня 2007 р.. Crash Tag Team Racing — це третя гоночна гра в серії відеоігор Crash Bandicoot після Crash Nitro Kart.
Crash Tag Team Racing отримала загалом змішані відгуки; в той час як її візуальний стиль, гумор і додатковий контент загалом хвалили, гоночну механіку та дизайн треків критикували за те, що вони не надихали, а якість графіки гри вважали неконсістентною. Пізніше контент з гри було перероблено в рамках Crash Team Racing Nitro-Fueled, випущеної 21 червня 2019 року.

## Ігровий процес
Гравець бере під свій контроль Креша Бандикута, який повинен відновити Чорний самоцвіт (англ. Black Power Gem) Ебенезера фон Клатча, а також зниклі самоцвіти в кожній із п’яти тематичних зон парку. Гравець змагатиметься в перегонах і міні-іграх, щоб заробляти ігрову валюту - монети Вумпа, і Кристали Сили (англ. Power Crystals), знайти Камень Сили (англ.Power Gem), необхідний для відкриття п’яти зон парку, і, зрештою, розкрити таємницю особи викрадача Каменя Сили. Тематичні розважальні зони являють собою різні епохи — піратські, чари, світ динозаврів, піраміди фараона і космічну станцію. 
Гравець може розбивати ящики та збирати монети Вумпа, щоб купувати нагороди, наприклад новий одяг; вживання напою Батіг Вумпа (англ. Wumpa Whip) дає гравцеві тимчасовий множник монет, зароблених в аркадному режимі. Збір Кристалів Сили в тематичній хоні необхідний для розблокування Камня Сили в зоні, що відкриває наступну зону тематичного парку. Також можна розблоковувати міні-катсцени під назвою «Die-O-Ramas». Ці катсцени показують поранення або «вбивство» Креша різними, в стилі чорного гумору. Розблокування всіх 34 Die-O-Ramas відкриває ще один костюм для Crash. Die-O-Ramas можна переглянути в будь-який час у розділі Extras головного меню.
Головна собливість Crash Tag Team Racing це "Клешинг"(англ. Clashing), яка зустрічається в гоночному режимі гри. Гравець може «зіткнутися» з іншим транспортним засобом, натиснувши певну кнопку залежно від ігрової платформи. Автомобіль гравця зіллється з транспортним засобом супротивника поблизу, і гравець потім візьме під свій контроль потужну турель, щоб стріляти по іншим транспортним засобам. Турель можна використовувати не тільки для стрільби по ворожих машинах, але й для відбиття атак.

## Персонажі
- Креш бандікут — головний герой серії Crash Bandicoot.
- Доктор Нео Кортекс — тимчасово позитивний персонаж.
- Pasedena — працює у Вонклоча.
- Кранч бандікут — старший брат креш.
- Doctor N. Gin — вірний слуга Нео Кортекс.
- Коко бандікут — молодша сестра креш.
- Nina Cortex — племінниця Кортекс.
- Von Clutch — робот і власник розважальний Von Clutch's MotorWorld
- Cheeken Mens — брати; ведучі новин.

## Оцінка гри великими ігровими виданнями
- Eurogamer (Xbox/PS2/GC) 7 out of 10 [20]
  - (PSP) 5 out of 10 [21]
- GameSpot (Xbox/PS2/GC) 7.3 out of 10 [22]
  - (PSP) 7.0 out of 10 [23]
- Nintendo Power 7.0 out of 10 [24]
- Nintendo World Report (GC) 4.0 out of 10 [25]
- Game Rankings (Xbox) 68,5 % [26]
  - (PSP) 68,1 % [27]
  - (PS2) 68 % [28]
  - (GC) 66,6 % [29]
- Metacritic (Xbox) 69 out of 100 [30]
  - (PSP) 68 out of 100 [31]
  - (PS2) 66 out of 100 [32]
  - (GC) 66 out of 100 [24]